# Djurgårdens Idrottsförening Fotboll 2024
Questa voce raccoglie le informazioni riguardanti il Djurgårdens Idrottsförening Fotboll, meglio conosciuto come Djurgårdens IF o semplicemente Djurgården, nelle competizioni ufficiali della stagione 2024.

## Maglie e sponsor
Adidas è nuovamente sponsor tecnico, cambia invece il main sponsor che diventa Mobill, app per il parcheggio auto.
| Casa | Trasferta | Terza divisa |  |

## Rosa
| N. |                      | Ruolo | Calciatore                 |
| -- | -------------------- | ----- | -------------------------- |
| 2  | Svezia (bandiera)    | D     | Piotr Johansson            |
| 3  | Svezia (bandiera)    | D     | Marcus Danielson           |
| 4  | Svezia (bandiera)    | D     | Jacob Une Larsson          |
| 5  | Finlandia (bandiera) | D     | Miro Tenho                 |
| 6  | Finlandia (bandiera) | C     | Rasmus Schüller            |
| 7  | Svezia (bandiera)    | C     | Magnus Eriksson (capitano) |
| 8  | Svezia (bandiera)    | C     | Albin Ekdal                |
| 9  | Serbia (bandiera)    | C     | Haris Radetinac            |
| 10 | Svezia (bandiera)    | C     | Samuel Leach Holm          |
| 11 | Turchia (bandiera)   | A     | Deniz Hümmet               |
| 12 | Svezia (bandiera)    | D     | Theo Bergvall              |
| 14 | Svezia (bandiera)    | C     | Daniel Stensson            |
| 14 | Svezia (bandiera)    | C     | Besard Šabović             |
| 15 | Svezia (bandiera)    | A     | Oskar Fallenius            |
| 16 | Norvegia (bandiera)  | C     | Tobias Gulliksen           |
| 17 | Danimarca (bandiera) | D     | Peter Therkildsen          |

| N. |                        | Ruolo | Calciatore               |
| -- | ---------------------- | ----- | ------------------------ |
| 18 | Svezia (bandiera)      | D     | Adam Ståhl               |
| 19 | Svezia (bandiera)      | D     | Viktor Bergh             |
| 20 | Norvegia (bandiera)    | A     | Tokmac Nguen             |
| 21 | Svezia (bandiera)      | C     | Lucas Bergvall           |
| 22 | Azerbaigian (bandiera) | A     | Musa Qurbanlı            |
| 22 | Svezia (bandiera)      | C     | Patric Åslund            |
| 23 | Norvegia (bandiera)    | C     | Gustav Wikheim           |
| 26 | Svezia (bandiera)      | D     | Samuel Dahl              |
| 26 | Danimarca (bandiera)   | A     | August Priske            |
| 27 | Giappone (bandiera)    | D     | Keita Kosugi             |
| 29 | Finlandia (bandiera)   | A     | Santeri Haarala          |
| 30 | Svezia (bandiera)      | P     | Malkolm Nilsson Säfqvist |
| 35 | Svezia (bandiera)      | P     | Jacob Widell Zetterström |
| 35 | Svezia (bandiera)      | P     | Jacob Rinne              |
| 45 | Svezia (bandiera)      | P     | Oscar Jansson            |

## Risultati

### Allsvenskan

#### Girone di andata
| Arbitro: | Glenn Nyberg |

|             |           |                                                             |
| Abraham 84’ | Marcatori | 39’ (rig.) Danielson 45+7’ Bergvall 72’ Tenho 76’ Gulliksen |

| Arbitro: | Mohammed Al-Hakim |

|                                            |           |                                       |
| Nguen 87’ Nguen 89’ Danielson 90+4’ (rig.) | Marcatori | 23’ Chilufya 58’ Lindberg 64’ Inoussa |

| Arbitro: | Fredrik Klitte |

|                           |           |  |
| Leach Holm 16’ Hümmet 72’ | Marcatori |  |

| Arbitro: | Glenn Nyberg |

|                       |           |  |
| Celina 57’ Pittas 75’ | Marcatori |  |

| Arbitro: | Mohammed Al-Hakim |

|  |           |               |
|  | Marcatori | 90+4’ Botheim |

| Arbitro: | Kristoffer Karlsson |

|            |           |  |
| Hümmet 54’ | Marcatori |  |

| Arbitro: | Fredrik Klitte |

|  |           |                              |
|  | Marcatori | 31’ Leach Holm 54’ Fallenius |

| Arbitro: | Victor Wolf |

|                           |           |  |
| Sabovic 47’ Gulliksen 70’ | Marcatori |  |

| Arbitro: | Joakim Östling |

|  |           |                                                                |
|  | Marcatori | 3’ Gulliksen 53’ Hümmet 57’ Hümmet 80’ Nguen 85’ (rig.) Hümmet |

| Arbitro: | Adam Ladebäck |

|                      |           |  |
| Wikheim 7’ Nguen 16’ | Marcatori |  |

| Arbitro: | Granit Maqedonci |

|               |           |                                      |
| Johansson 48’ | Marcatori | 11’ Bergvall 23’ Bergvall 87’ Hümmet |

| Arbitro: | Mohammed Al-Hakim |

|  |           |                                        |
|  | Marcatori | 15’ (rig.) Besara 28’ Besara 69’ Touré |

| Arbitro: | Joakim Östling |

|                   |           |                                      |
| Sigurgeirsson 63’ | Marcatori | 13’ Hümmet 60’ Gulliksen 68’ Sabovic |

| Arbitro: | Fredrik Klitte |

|            |           |  |
| Hümmet 17’ | Marcatori |  |

| Arbitro: | Richard Sundell |

|                           |           |               |
| Islamović 45+11’ Ring 68’ | Marcatori | 30’ Fallenius |

#### Girone di ritorno
| Arbitro: | Victor Wolf |

|                 |           |                        |
| B. Zeneli 45+1’ | Marcatori | 36’ Åslund 77’ Sabovic |

| Arbitro: | Kristoffer Karlsson |

|             |           |            |
| Ståhl 90+2’ | Marcatori | 59’ Santos |

| Göteborg 11 agosto 2024, ore 16:00 18ª giornata | Häcken | – Posticipata al 19 settembre | Djurgården | Bravida Arena |

| Arbitro: | Victor Wolf |

|  |           |                            |
|  | Marcatori | 39’ Celina 63’ Rui Modesto |

| Arbitro: | Granit Maqedonci |

|  |           |            |
|  | Marcatori | 46’ Åslund |

| Arbitro: | Fredrik Klitte |

|                                                                   |           |  |
| Bolin 9’ Christiansen 20’ Une Larsson 22’ (aut.) Kiese Thelin 80’ | Marcatori |  |

| Arbitro: | Adam Ladebäck |

|            |           |             |
| Hümmet 42’ | Marcatori | 36’ Røjkjær |

| Arbitro: | Oscar Johnson |

|             |           |                       |
| Youssef 89’ | Marcatori | 64’ Haarala 75’ Nguen |

| Arbitro: | Glenn Nyberg |

|                                               |           |  |
| Henriksson 19’ Lundgren 54’ Ahl Holmström 59’ | Marcatori |  |

| Arbitro: | Adi Aganovic |

|                          |           |                       |
| Gulliksen 16’ Hümmet 80’ | Marcatori | 88’ Timossi Andersson |

| Arbitro: | Granit Maqedonci |

|             |           |            |
| Thern 90+4’ | Marcatori | 81’ Hümmet |

| Arbitro: | Joakim Östling |

|            |           |               |
| Kosugi 50’ | Marcatori | 20’ Islamović |

| Arbitro: | Fredrik Klitte |

|                       |           |  |
| Besara 12’ Besara 30’ | Marcatori |  |

| Arbitro: | Victor Wolf |

|                      |           |            |
| Nguen 30’ Hümmet 48’ | Marcatori | 22’ Boudah |

| Arbitro: | Fredrik Klitte |

|            |           |  |
| Agnero 51’ | Marcatori |  |

| Arbitro: | Adam Ladebäck |

|                                   |           |                         |
| Hümmet 25’ Hümmet 53’ Wikheim 63’ | Marcatori | 78’ Hammershøj Mistrati |

### Svenska Cupen 2023-2024

#### Gruppo 4
| Arbitro: | Glenn Nyberg |

|                     |           |  |
| Hümmet 5’ Tenho 18’ | Marcatori |  |

| Arbitro: | Adam Ladebäck |

|  |           |                                                                    |
|  | Marcatori | 4’ Schüller 11’ Bergvall 48’ Hümmet 67’ Bergvall 82’ (aut.) Gürsac |

| Arbitro: | Joakim Östling |

|                                        |           |  |
| Gulliksen 76’ Hümmet 81’ Sabovic 90+3’ | Marcatori |  |

#### Fase finale
| Arbitro: | Adam Ladebäck |

|                                         |           |  |
| Danielson 47’ Sabovic 69’ Fallenius 84’ | Marcatori |  |

| Arbitro: | Mohammed Al-Hakim |

|                                   |                      |                                  |
| Andersson 90+6’                   | Marcatori            | 14’ Bergvall                     |
| Pittas Salétros Celina Ring Ayari | Tiri di rigore 2 – 3 | Danielson Ekdal Gulliksen Hümmet |

| Arbitro: | Adam Ladebäck |

|                                               |                      |                               |
| Ali 70’                                       | Marcatori            | 78’ Hümmet                    |
| Christiansen Kiese Thelin Olsson Berg Johnsen | Tiri di rigore 4 – 1 | Danielson Radetinac Gulliksen |

### Svenska Cupen 2024-2025
| Arbitro: | Jasmin Svraka |

|                 |           |                                                                          |
| Egziabihair 47’ | Marcatori | 5’ Gulliksen 14’ Priske 25’ Therkildsen 63’ Priske 82’ Priske 84’ Priske |

### UEFA Conference League

#### Qualificazioni
| Arbitro: | Alessandro Dudic |

|                                   |           |  |
| Wikheim 21’ Hümmet 27’ Hümmet 61’ | Marcatori |  |

| Arbitro: | Goga Kikacheishvili |

|             |           |  |
| Karamoko 3’ | Marcatori |  |

| Arbitro: | Edgars Maļcevs |

|           |           |             |
| Riski 65’ | Marcatori | 57’ Wikheim |

| Arbitro: | Elchin Masiyev |

|                                  |           |           |
| Sabovic 14’ Hümmet 43’ Ståhl 52’ | Marcatori | 30’ Riski |

#### Spareggi
| Arbitro: | Jasper Vergoote |

|           |           |  |
| Nguen 69’ | Marcatori |  |

| Arbitro: | Manfredas Lukjančukas |

|  |           |           |
|  | Marcatori | 4’ Hümmet |

#### Fase campionato
| Arbitro: | Bulat Sariyev |

|                         |           |                      |
| Berisha 26’ Flecker 49’ | Marcatori | 58’ Priske 65’ Nguen |

| Arbitro: | Genc Nuza |

|              |           |                      |
| Stensson 62’ | Marcatori | 58’ Silva 79’ Santos |

| Arbitro: | Igor Pajač |

|                          |           |             |
| Gulliksen 49’ Hümmet 72’ | Marcatori | 17’ Đuričić |

| Arbitro: | Philip Farrugia |

|  |           |               |
|  | Marcatori | 41’ Gulliksen |

| Arbitro: | Luka Bilbija |

|                  |           |                        |
| Sigurpálsson 72’ | Marcatori | 62’ Kosugi 65’ Wikheim |

| Arbitro: | David Šmajc |

|                                   |           |             |
| Nguen 24’ Hümmet 45+4’ Åslund 76’ | Marcatori | 56’ Wszołek |